# Vaudebarrier
Vaudebarrier – miejscowość i gmina we Francji, w regionie Burgundia-Franche-Comté, w departamencie Saona i Loara.
Według danych na rok 1990 gminę zamieszkiwało 226 osób, a gęstość zaludnienia wynosiła 28 osób/km² (wśród 2044 gmin Burgundii Vaudebarrier plasuje się na 686. miejscu pod względem liczby ludności, natomiast pod względem powierzchni na miejscu 1044.).